# Anna Maria Muccioli
Anna Maria Muccioli (n. San Leo, Rímini, 15 de agosto de 1964) es una política y abogada sanmarinense.
Miembro del Partido Demócrata Cristiano Sanmarinense.
Desde el 1 de octubre de 2013 al 1 de abril de 2014, fue Capitán Regente de San Marino junto a Gian Carlo Capicchioni.
Está casada y tiene dos hijos.

## Carrera profesional
Licenciada en Derecho desde el año 1994. Tras haber finalizado sus estudios universitarios entró en el mundo de la política, a partir del año 2003 fue elegida como alcaldesa de la localidad de Chiesanuova hasta el 2008. Mientras tanto perteneció al Partido Demócrata Cristiano Sanmarinense donde en el año 2006 y 2008 se presentó a las Elecciones Parlamentarias sin lograr entrar en el parlamento, pero durante estos años comenzó a trabajar en el gobierno de San Marino siendo entre 2006 y 2007 asesora del Ministerio de Territorio, Medio Ambiente y Agricultura, después hasta 2009 dirigió la Secretaria Ejecutiva del Gobierno de Estado.
En el año 2011 se convirtió en una importante miembro del grupo consultivo legal y Directora social del partido democristiano y en el 2012 se presentó a las Elecciones Parlamentarias donde logró ser escogida como parlamentaria en el Consejo Grande y General de San Marino (parlamento nacional) en sustitución del diputado Alessandro Scarano.
Dentro del parlamento perteneció a la Comisión de Finanzas y a su vez debido a la renuncia del político Marco Gatti el 5 de mayo de 2012 pasó a presidir la Comisión Antimafia.
Posteriormente el día 1 de octubre de 2013 en sucesión de los políticos Antonella Mularoni y Denis Amici, fue nombrada como nueva Capitán Regente de San Marino junto a Gian Carlo Capicchioni, cargo que mantuvo hasta el 1 de abril de 2014 que se eligió a sus sucesores: Valeria Ciavatta y Luca Beccari.